# サザン地区 (ボツワナ)
サザン地区 (Southern District) は、ボツワナ南部の行政区。ツワナ系のングワケツェ族の根拠地である。

## 地理
北にクウェネン地区、西にカラハリ地区、東にサウスイースト地区、南に南アフリカ共和国北西州と接する。

## 行政区画
バロロン、ジワネン、ングワケツェ、西ングワケツェの4つのサブディストリクトが置かれている。